# إنمركار وإن-سوحغير-آنا
إنمركار وإن-سوحغير-آنا (المعروف أيضًا باسم إنمركار وإنسوهكيشدانا ) هو نص في الأدب السومري يظهر كتتمة لـ إنمركار وسيد أراتا ، وهو الثاني في سلسلة من أربعة روايات تصف منافسات أراتا ضد إنمركار ، سيد أونوج وكولابا ، وخليفته لوغالباندا ، والد جلجامش .

## ملخص
اسم سيد أراتا، الذي لم يظهر قط في كتاب إنمركار وسيد أراتا ، مُقدّم هنا في مقدمة موجزة. بين العلماء، لا يزال استخدام القراءة المسمارية المبكرة لهذا الاسم، إنسوهجيرانا ، إلى جانب القراءة الأحدث له إنسوهكشدانا . كما تُشير المقدمة إلى اسم رئيس وزراء إنسوهكشدانا، أنسيجاريا ، ورئيس وزراء إنمركار، نامينا توما . إنمركار هو سيد كل من أونوج وكولابا، الموصوفة بأنها "المدينة التي ترتفع من السماء إلى الأرض" [كما في النص الاصلي].
بعد هذه المقدمة، تبدأ القصة بقيام إنسوكشدانا بإملاء رسالة إلى مبعوثه، ليتم نقله إلى أونج، ويطالب إنمركار بالخضوع لأراتا، ويتفاخر بأن ارتباطاته بالإلهة إنانا متفوقة على ارتباطات إنمركار.
وبعد أن سافر المبعوث إلى أونج وسلم هذه الرسالة، رد إنمركار بأن إنانا ستبقى في المعبد معه، وأنها لن تذهب إلى أراتا حتى قبل خمس أو عشر سنوات؛ فرد على تفاخر إنسوكشدانا بعدد من الاستفزازات الجنسية الإبداعية من جانبه ("على الرغم من أنها ليست بطة صغيرة، إلا أنها تصرخ مثلها").
عندما عاد الرسول إلى أراتا بهذه الرسالة، شعر إنسوكشدانا بالحيرة والهزيمة. نصحه مستشاروه بالتراجع عن مواجهة إنمركار. لكنه أقسم ألا يخضع لإنمركار أبدًا، حتى لو دُمر أراتا تمامًا.
في هذه المرحلة، يصل ساحر يُدعى أورجيرينونا إلى أراتا، بعد هزيمة موطنه هامازي . يعد أورجيرينونا رئيس الوزراء، أنسيجاريا، بأنه يستطيع إخضاع إنمركار لأراتا. يوافق أنسيجاريا على تمويل هذه المهمة، ثم يتجه الساحر إلى إريش ، مدينة نيسابا ، حيث ينجح بطريقة ما في تخريب ماشية إنمركار الحلوب.
لاحظ مربي الماشية، ماشغولا وأوردينا، هذا العمل التخريبي الذي قام به الساحر، فاستغاثوا بأوتو، إله الشمس، طالبين العون. ثم ظهرت ساحرة من إيريش تُدعى "المرأة الحكيمة ساغبورو"، وتفوقت على سحر أورغيرينونا في سلسلة من المسابقات: في كل مرة تُخرج أورغيرينونا حيوانًا من الماء بسحرها بإلقاء بيض السمك، تُخرج حيوانًا مفترسًا من الماء بالطريقة نفسها، فيأكل الحيوانات التي يُنتجها. بعد أن هزمته بسحر فائق، رفضت أن تُبقي على حياته، وألقته في نهر الفرات.
عندما سمع إنسوكشدانا بهذا، اعترف بالهزيمة وخضع لإينمركار. أما بقية النص، فهي مُجزأة جدًا بحيث يصعب تفسيرها.